# Casamento entre primos

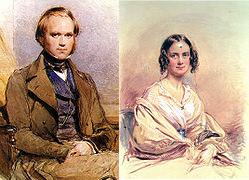
Charles Darwin e Emma Wedgwood, um dos casais de primos mais famosos.

Casamento entre primos é o enlace matrimonial entre pessoas de parentesco colateral e que não sejam irmãos ou tios e sobrinhos. Normalmente, o termo se refere ao matrimônio entre primos de primeiro grau (que compartilham um casal de avós).
O cruzamento entre os primeiros indivíduos da mesma espécie foi fundamental para a perpetuação da mesma. A visão evolucionista e a criacionista têm como ponto de concordância o argumento de que toda a humanidade provém dos mesmos ancestrais. Logo, ainda que em grau extremamente longíquo, todas as pessoas podem ser consideradas primas, e o coeficiente de endogamia em estudos genéticos nunca é igual a zero. No entanto, o casamento é nomeado como "entre primos" se o ancestral em comum mais próximo for reconhecido, para que assim possa-se determinar o grau de parentesco.

## Histórico
O casamento entre primos está presente nas mais variadas culturas desde os tempos mais antigos, constituindo 10% de todos os matrimônios já realizados na história. Porém, a realização dos mesmos não ocorreu uniformemente ao longo do tempo. Durante a Idade Média, apesar da permissão bíblica para realizá-los, diversos concílios impuseram condições que os dificultavam. Do século VI ao XVI, o Vaticano tornou obrigatória a emissão de dispensa para que os primos fossem autorizados a se casar. O ápice do impedimento ocorreu no século XI, quando o papa Nicolau II impôs dispensa aos casamentos entre pessoas até o sétimo grau de parentesco e quarto grau de afinidade. Diante da ameaça do avanço do Luteranismo, que não estabelecia qualquer obstáculo a casamentos permitidos pela Bíblia, o Concílio de Trento limitou a necessidade de dispensas ao segundo grau de parentesco e afinidade.

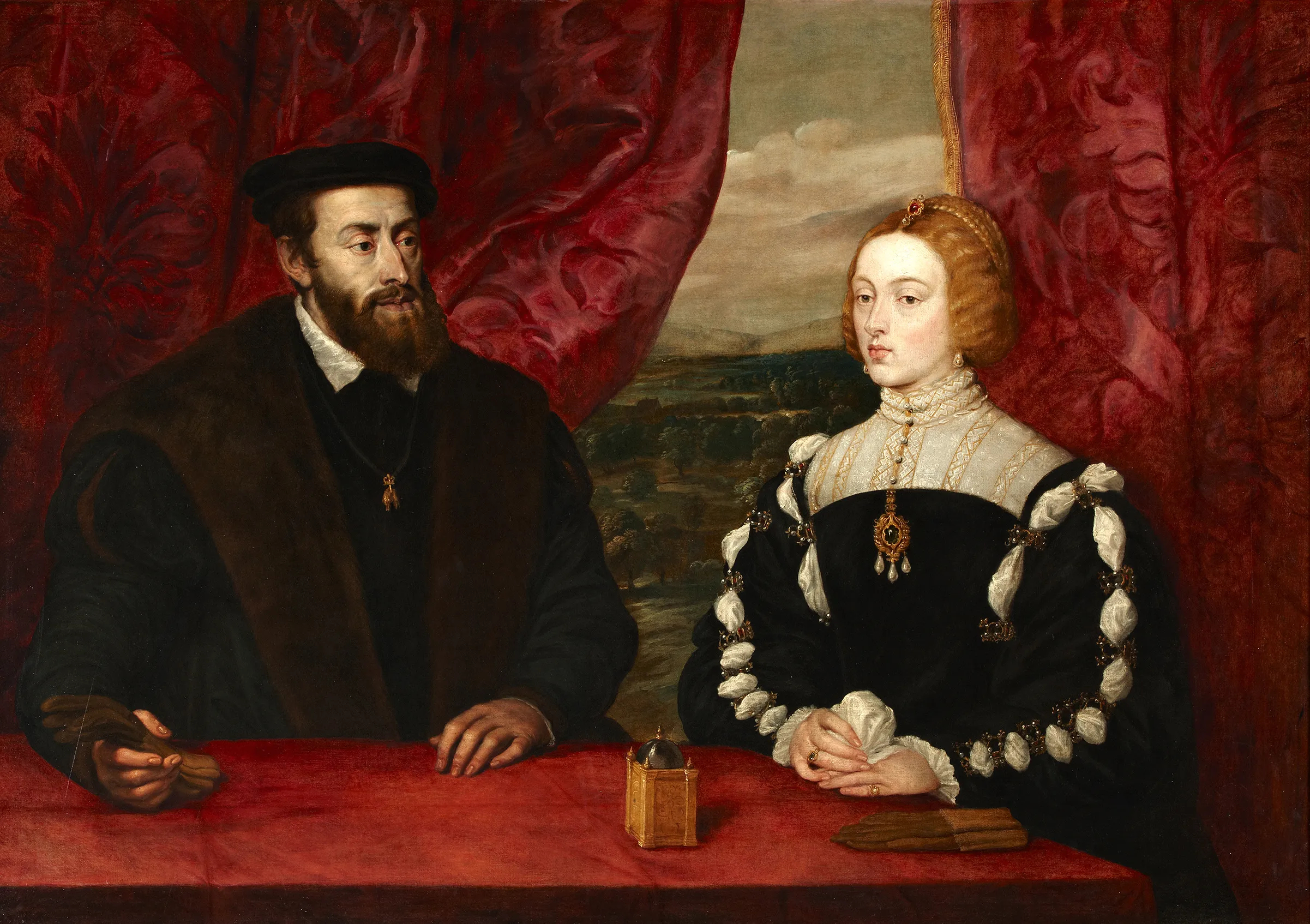
Retrato do imperador Carlos V do Sacro Império Romano-Germânico, e de sua esposa e prima Isabel de Portugal, feito por Peter Paul Rubens no século XVII.

As motivações por trás dos impedimentos medievais eram principalmente econômicas. A Igreja Católica arrecadava dinheiro com as dispensas e tornava-se herdeira de terras de nobres que tinham seus casamentos dificultados. O preço dos casamentos entre primos dificultou os matrimônios em comunidades pequenas, como ilhas e aldeias. Entretanto, certos clérigos os realizavam sem a dispensa (seguindo orientação bíblica), e a união só era desfeita se o papa descobrisse. Isso ocorreu, por exemplo, com os reis de Leão Fernando II e Afonso IX. Apesar da campanha exogâmica encabeçada pelo Vaticano, a nobreza europeia continuou a preferência por casamentos com primas, principalmente para reagrupar as heranças e evitar a divisão indesejada de terras.
Com a descoberta da genética no século XIX, estudos a respeito da natureza humana se aprimoraram. Em contrapartida, surgiram grupos defensores da eugenia, pseudociência que visa uma perfeição genética do ser humano. Como consequência, casamentos entre primos e interraciais passaram a ser vistos como responsáveis por deficiências. Alguns estados americanos chegaram a proibí-los e, no primeiro caso, isso se mantém até os dias atuais. Porém, dados do U.S. Census Bureau, 2019 mostram que estes possuem maiores porcentagens de nascimentos de crianças deficientes em relação à média nacional e aos estados que permitem o casamento entre primos.

## Aspectos genéticos
Casais formados por primos de primeiro grau possuem um risco de 5% a 6% de terem filhos com alguma doença de origem genética, enquanto que casais não-consanguíneos têm um risco de 3% a 4%. Gestantes acima de 40 anos têm a mesma probabilidade de risco que casais de primos.
Para que uma doença hereditária causada por um gene recessivo se manifeste, é preciso que ambos os pais portem o gene. O temor pelo casamento entre primos se baseia na suposição de que ambos os pais o carregem, pois têm ancestrais em comum. Porém, nem sempre um gene determinado está presente em uma família, assim como nem todos os seus membros podem ser portadores.
Um equívoco comum é associar doenças geradas por anomalias cromossômicas, como as Síndromes de Down, Klinefelter e Turner a casamentos consanguíneos (entre eles, o entre primos). No entanto, estas resultam da formação dos gametas e não se relacionam com o parentesco entre os genitores (podendo ocorrer com os filhos de casais não-consanguíneos). A Síndrome de Klinefelter é apontada por estudos recentes como a responsável pela infertilidade do rei Carlos II da Espanha, que mesmo sendo filho de um casamento entre tio e sobrinha, é utilizado como propaganda por grupos eugenistas contra casamentos entre primos.

## Aspectos jurídicos
Atualmente, apenas cinco países proíbem o casamento entre primos: China (exceto em Hong Kong e Macau), Coreia do Norte, Coreia do Sul, Filipinas e Vietnã.  Vinte e quatro dos 50 estados americanos fazem o mesmo, apesar da recomendação do National Conference of Commissioners on Uniform State Laws de reverter a decisão. Porém, habitantes destes estados podem se casar com seus primos em estados que o permitem, e a união é considerada válida em todo o território nacional.
O Código Civil brasileiro reconhece os primos de primeiro grau como parentes colaterais de quarto grau. Como a proibição ao casamento é restrita ao parentesco de linha reta (ascendentes e descendentes) e de linha colateral até o terceiro grau, o matrimônio entre primos é garantido judicialmente.
O Código Civil português segue regras semelhantes ao brasileiro. Parentes até o terceiro grau são proibidos de se casar, mas o impedimento entre tio e sobrinha pode ser removido pelo conservador. Entre os primos, não há qualquer proibição.

## Aspectos religiosos
A Bíblia permite o casamento entre primos, não só pela não inclusão destes no rol proibitivo de Levítico 18, como também pela ação divina em gerar a linhagem dos descendentes de Abraão: Isaque com Rebeca (segunda geração) e Jacó com Lia e Raquel (terceira geração). As diversas igrejas cristãs abordam o tema de acordo com suas políticas administrativas.

Na Igreja Católica, o Código de Direito Canônico de 1983 autoriza o casamento entre primos de primeiro grau, proibindo entre outros parentes. As igrejas protestantes utilizam o entendimento bíblico restrito, permitindo casamentos autorizados pela Bíblia (como o entre primos) e proibindo os não autorizados. As igrejas ortodoxas variam entre as congregações. A Igreja Ortodoxa Grega autoriza o casamento entre primos. A Igreja Ortodoxa Russa não realiza casamentos entre primos de primeiro grau, autorizando, porém, entre os demais. A união também é permitida no judaísmo e no islamismo, que possuem ligações históricas e religiosas com esse tipo de matrimônio.